# Giana Romanova
Giana Aleksandrovna Romanova (in russo Гиана Александровна Романова?; 10 marzo 1954) è un'ex mezzofondista sovietica.

## Palmarès

### Europei
- 1 medaglia:
  - 1 oro (Praga 1978 nei 1500 m piani)